# Белявский, Григорий Исаакович
Григорий Исаакович Белявский — доктор технических наук (1994), профессор (1995), заведующий кафедрой Высшей математики и исследования операций ЮФУ

## Биография
Григорий Исаакович Белявский родился 30 августа 1950 года,  является автором более чем 100 научных работ по искусственному интеллекту, случайным процессам, распознаванию образов, финансовой математике.
Окончил Ростовский государственный университет по специальности «Прикладная математика» (1967—1972 гг.). В 1977 году защитил кандидатскую диссертацию по теме «Оптимальные методы распознавания и обработки изображений». В 1994 году защитил докторскую диссертацию «Применение методов распознавания образов. Анализ сигналов и диагностика». В 1995 году получил звание профессора.

### Преподаваемые дисциплины
- Исследование операций.
- Математические модели и методы оптимизации в прикладных задачах.
- Процессы Леви.
- Процессы с независимыми приращениями, характеристические экспоненты, стохастические уравнения, инфинитезимальные операторы, факторизация Винера-Хопфа.
- Процессы, дискретное время.
- Условные математические ожидания, мартингалы, супер и суб мартингалы, основные неравенства, теоремы сходимости, регулярные мартингалы.

### Основные публикации
1. Эволюционное моделирование в задачах управления устойчивым развитием активных систем Г. И. Белявский, Н. В. Данилова, Г. А. Угольницкий МТИП, 8:4 (2016), 14-29
2. Фильтрация сигналов со скачками, возникающими в дискретном времени и с конечным горизонтом Г. И. Белявский, И. В. Мисюра Научно-технические ведомости СПбГПУ. Физико-математические науки, 2014, № 2(194), 137—144
3. Вычисление капитала оптимального портфеля с помощью комбинированного метода Монте-Карло в нелинейных моделях финансовых индексов Г. И. Белявский, Н. В. Данилова Сиб. электрон. матем. изв., 11 (2014), 1021—1034
4. Случайные блуждания с пропущенными слагаемыми Г. И. Белявский, Н. В. Данилова, Н. Д. Никоненко Сиб. журн. индустр. матем., 16:4 (2013), 21-28